# Egzorcyzmy Dorothy Mills
Egzorcyzmy Dorothy Mills (ang. Dorothy Mills) – irlandzko-francuski thriller z 2008 roku w reżyserii Agnès Merlet. Zdjęcia kręcono w irlandzkim hrabstwie Wicklow.
Światowa premiera filmu odbyła się podczas Cannes Film Market we Francji 17 maja 2008 roku. Na ekranach polskich kin film pojawił się 17 lipca 2009 roku. Magazyn Fantastique promował go sloganem reklamowym: Poruszający jak „Sierociniec”.

## Fabuła
Jane Morton, młoda lekarka-psychiatra, przybywa do melancholijnej wioski w Irlandii, by tam zbadać sprawę Dorothy Mills, czternastolatki oskarżonej o znęcanie się nad dzieckiem. Morton odkrywa, że pacjentka przemawia głosami zmarłych – w tym głosem jej synka.

## Obsada
- Carice van Houten jako dr Jane Morton
- Jenn Murray jako Dorothy Mills
- David Wilmot jako Colin Garrivan
- Ger Ryan jako Eileen McMahon
- David Ganly jako Aiden Kearsley
- Gary Lewis jako pastor Ross
- Rynagh O’Grady jako pani Mc Cllellan
- Joe Hanley jako Paul Fallon
- Gavin O’Connor jako John McCarthy
- Charlene McKenna jako Mary McMahon
- Louise Lewis jako Maureen Kearsley
- Ned Dennehy jako właściciel garażu
- Marie Mullen jako żona właściciela garażu
- Sean Stewart jako Duncan McClellan
- Eamonn Owens jako Kurt